# Roy Del Ruth
Roy Del Ruth (Delaware, 18 oktober 1893 – Sherman Oaks, 27 april 1961) was een Amerikaans filmregisseur.
Roy Del Ruth werkte aanvankelijk als journalist. In 1915 begon hij filmscenario's te schrijven. Hij werkte ook als bedenker van grappen voor filmregisseur Mack Sennett. Twee jaar later regisseerde hij zijn eerste film. Voor Warner Bros. draaide hij vooral misdaadfilms. Nadien ging hij aan de slag bij MGM, waar hij muziekfilms maakte. Alles samen was hij betrokken bij de productie van zo'n 110 films.
In 1961 stierf Del Ruth door hartfalen.

## Filmografie (selectie)
- 1925: Hogan's Alley
- 1929: The Desert Song
- 1929: Gold Diggers of Broadway
- 1929: The Aviator
- 1930: Hold Everything
- 1930: The Life of the Party
- 1931: My Past
- 1931: The Maltese Falcon
- 1931: Blonde Crazy
- 1932: Blessed Event
- 1932: Taxi!
- 1933: Lady Killer
- 1933: The Little Giant
- 1933: Bureau of Missing Persons
- 1933: Employees' Entrance
- 1934: Bulldog Drummond Strikes Back
- 1935: Broadway Melody of 1936
- 1935: Folies Bergère de Paris
- 1936: Born to Dance
- 1936: Private Number
- 1937: Broadway Melody of 1938
- 1937: On the Avenue
- 1939: Tail Spin
- 1940: He Married His Wife
- 1941: Topper Returns
- 1941: The Chocolate Soldier
- 1943: Du Barry Was a Lady
- 1946: Ziegfeld Follies
- 1947: It Happened on 5th Avenue
- 1948: The Babe Ruth Story
- 1949: Red Light
- 1950: The West Point Story
- 1951: On Moonlight Bay
- 1951: Starlift
- 1953: Three Sailors and a Girl
- 1959: Alligator People
- 1960: Why Must I Die?